# Basic Service Set Identifier
BSSID (ang. Basic Service Set Identifier) – 48-bitowy numer identyfikacyjny w sieciach bezprzewodowych standardu IEEE 802.11 nadawany wszystkim stacjom należącym do tego samego BSS.
Numer ten służy do identyfikacji różnych sieci bezprzewodowych obejmujących ten sam teren. W IBSS niezależnych (ad-hoc) numer ten jest generowany losowo i ustawiany jest bit Universal/Local. W BSS strukturalnych numer ten jest równy adresowi MAC bezprzewodowego interfejsu punktu dostępowego i zerowany jest bit Universal/Local.